# Supercopa Gibralteña 2009
La Supercopa Gibralteña del 2009 fue una competición que se disputó a partido único en el Estadio Victoria el 24 de enero del 2010. Se enfrentaron el campeón de la Gibraltar Football League 2008/09 y de la Rock Cup 2008/09, el Lincoln fue campeón al ganarle 3:1 al Gibraltar United. En esta copa han participado jugadores muy famosos como Richard Andonga que estuvo una vez nominado entre los 1000 participantes en el balón de oro
|           | - |                    |
| Lincoln 3 | - | Gibraltar United 1 |
| --------- | - | ------------------ |

|                   |
| Campeón           |
| Lincoln 6º título |